# Gare de Chapelle-la-Délivrande
Gare de Chapelle-la-Délivrande vasútállomás Franciaországban, Douvres-la-Délivrande településen.

## Vasútvonalak
Az állomást az alábbi vasútvonalak érintik:
- Caen–Courseulles-sur-Mer-vasútvonal

## Kapcsolódó állomások
A vasútállomáshoz az alábbi állomások vannak a legközelebb: